# Паркер, Энтони
О разыгрывающем защитнике «Сан-Антонио Спёрс» см. Паркер, Тони
Э́нтони Майкл Па́ркер (англ. Anthony Michael Parker; родился 19 июня 1975 года в Нейпервилле, штат Иллинойс) — американский профессиональный баскетболист, выступавший в Национальной баскетбольной ассоциации, а также в чемпионатах Италии и Израиля.
После окончания обучения в университете Брэдли Паркер был выбран на драфте НБА 1997 года. Проведя несколько сезонов в НБА он переехал в Европу, где пять сезонов играл в Израильской суперлиге за клуб «Маккаби Тель-Авив» и один сезон в итальянской Серии А за «Лоттоматику». Выступая за «Маккаби», он пять раз становился чемпионом Израиля, пять раз завоёвывал Кубок Израиля, а также выиграл три Европейских титула (2 Евролига УЛЕБ и один Супролига ФИБА) и два раза подряд выбирался самым ценным игроком Евролиги. В 2006 году Паркер вернулся в НБА, где играл на позиции атакующего защитника клуба «Торонто Рэпторс». С приходом Паркера в команду, «Рэпторс» впервые в своей истории завоевали титул чемпиона дивизиона, впервые за последние пять лет вышли в плей-офф и установили рекорд клуба по количеству побед в сезоне. Окончание своей карьеры он провёл в «Кливленд Кавальерс», и 27 июня 2012 года Энтони Паркер объявил о завершении игровой карьеры.

## Ранние годы
Паркер родился в Нэпервилле (штат Иллинойс). Его отец учился в университете Айовы, где выступал за местную баскетбольную команду, а мать была черлидером. В старшей школе Нэпервилл Централ Паркер выступал за баскетбольную команду «Редхокс», которой помог выйти в раунд «Super-Sectionals» класса АА в 1993 году. Уже в школе он набирал более 20 очков за матч, а тренера отмечали его агрессивный стиль игры на площадке. По окончании школы он стал выступать за команду университета Брэдли, где зарекомендовал себя как один из лучших игроков. За четыре сезона в «Брэдли Брэйвз» он три раза выводил команду в Национальный пригласительный турнир, а в 1996 году в турнир NCAA, где в первом раунде против Стэнфорда он набрал 34 очка и выполнил 8 из 10 точных трёхочковых бросков. Он дважды становился самым результативным игроком команды, лучшим по подборам, по процентам реализации трёхочковых бросков и трижды назывался самым ценным игроком баскетбольной команды университета. В третьем сезоне он набирал в среднем за игру 18,9 очка и реализовывал 42 % бросков из-за трёхочковой линии и был назван самым ценным игроком конференции Миссури Уэлли, а также включён в сборную всех звёзд конференции и во всеамериканскую сборную. Благодаря его выдающийся игре он был включён в список 15 лучших игроков столетия университета в 2003 году. Паркер хорошо себя показал на нескольких играх, на которых присутствовали скауты и генеральные менеджеры НБА, а также на турнире Cable Car Classic в декабре 1996 года, где присутствовало 20 скаутов и 4 генеральных менеджера команд НБА. В игре против Технологического университета Джорджии он набрал 30 очков, сделал 7 подборов, 5 передач и 4 перехвата. После такого успеха на каждой игре «Брэйвз» присутствовал хотя бы один скаут из НБА. На драфте НБА ему предрекали выбор в конце первого раунда. Однако надежде на хороший выбор на драфте могла помешать травма правой ноги, которую он получил в ноябре 1996 года из-за чего был вынужден пропустить 7 недель.
Помимо баскетбола, в университете Паркер изучал химию и дважды получал стипендию имени майора Роберта Лоуренса младшего.

## Профессиональная карьера

### Первые годы в НБА
После окончания университета Брэдли он выставил свою кандидатуру на драфт НБА 1997 года. Больше всего Паркер хотел попасть в «Чикаго Буллз», с которыми он вместе с другими выпускниками Брэдли иногда тренировался. Из других команд ему больше импонировали Сиэтл, Хьюстон, Сакраменто, Детройт, Милуоки, Кливленд и Индиана. Однако, 25 июня на драфте 1997 года он был выбран под 21-м номером командой «Нью-Джерси Нетс». Этот выбор стал для него неожиданностью, так он ни разу даже не разговаривал с представителями клуба. Но уже через два дня стал частью большого обмена между «Нетc» и «Филадельфией Севенти Сиксерс». Когда Энтони узнал об этом, он сразу же сообщил новость своим родителям: «Мама, папа, я еду в Филадельфию. У меня просто нет слов. Это здорово быть частью Филадельфии и это облегчение, что все ожидания закончились». За два сезона в «Севенти Сиксерс» Паркер не сумел проявить себя. Выйдя на паркет всего в 39 играх регулярного чемпионата, он за два сезона набрал 74 очка и сделал 26 подборов. Во многом это было связано с его постоянными травмами, а также тем, что ему приходилось конкурировать с двумя другими игроками, играющими на его позиции — Алленом Айверсоном и Джерри Стэкхаузом. Перед сезоном 1999/00 он вместе с Харви Грантом был обменян в «Орландо Мэджик» на Билли Оуэнса. «Мэджик» активно расчищали зарплатную ведомость к следующему лету, поэтому два игрока с небольшими контрактами, заканчивающимися через год пришлись им как нельзя кстати. В новом клубе молодого игрока продолжали преследовать травмы и он смог принять участие всего в 16 играх, набирая в среднем за игру 3,6 очка и 1,7 подбора. Руководство клуба дважды переводило его в список травмированных и в январе вновь планировало перевести его, чтобы освободить место в команде. Вместо этого Паркер попросил разорвать с ним контракт и 25 января 2000 года он стал свободным агентом. Остаток сезона он провёл в Континентальной баскетбольной ассоциации в клубе «Квад-Сити Тандер», где он в среднем за игру набирал 11,5 очка.

### Выступления в Европе

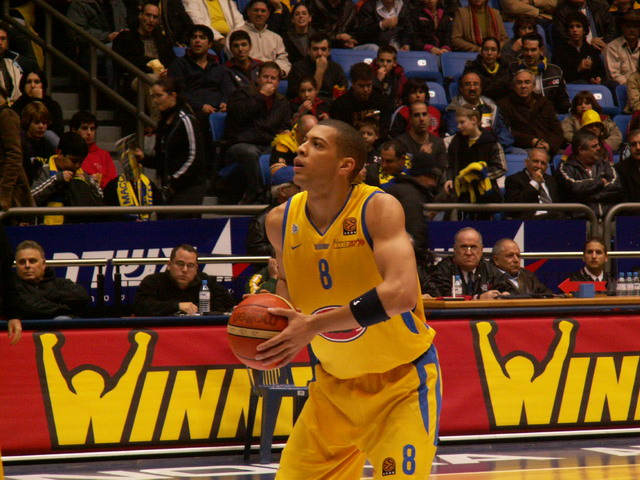
Паркер во время выступления за «Маккаби»

После нескольких неудачных лет в США Паркер решил переехать в Европу, где планировал отыграть несколько хороших сезонов и вернуться в НБА. Перед началом сезона 2000/01 он подписал контракт с одним из сильнейших клубов Евролиги «Маккаби» из Тель-Авива. Приехав в Израиль, он и его жена были сильно напуганы случайными взрывами на улицах, однако их успокоили, что им ничего не угрожает и, вскоре, Паркер смог сосредоточиться на игровой карьере. Уже в первом сезоне в Европе он стал одним из ключевых игроков клуба. Подписывая Паркера, «Маккаби» надеялись, что он сможет заменить на позиции атакующего защитника Дорона Шеффера, который в межсезонье покинул команду. Уже вскоре Энтони показал себя не только как один из лучших бомбардиров, но и как хороший разыгрывающий. Он не только привнёс в команду свои способности набирать очки, хорошо играть в подборе и делать блок-шоты, но и развлекать болельщиков своими слэм-данками. В его дебютном сезоне «Маккаби» выиграли внутренний чемпионат, Кубок Израиля и Супролигу ФИБА. В сезоне 2001/02 он продолжил показывать хорошую игру, набирая в среднем за игру 17,5 очка и делая 5,2 подбора, а «Маккаби» вновь выиграли два национальных титула и дошли до финала четырёх Евролиги.
В 2002 году Паркер покинул Израиль и в январе 2003 года подписал контракт с итальянским клубом «Лоттоматика». В Серии А он отыграл 27 матчей и в среднем за игру набирал 14,5 очка и делал 5,6 подбора. Однако уже через полгода он вернулся в Израиль и помог «Маккаби» ещё дважды завоевать титул чемпиона страны, победителя Кубка и чемпиона Евролиги в 2004 и 2005 годах. За свои достижения он был назван самым ценным игроком израильской Суперлиги и Финала Четырёх Евролиги в сезоне 2003/04, а также получил титул MVP Евролиги и был включён в сборную всех звёзд Евролиги в сезоне 2004/05. В своём последнем сезоне в Европе он снова помог «Маккаби» завоевать два национальных титула, однако в финальной игре Евролиги его клуб уступил «ЦСКА» 73:69. За его успехи он второй раз подряд был назван MVP Евролиги и включён в сборную всех звёзд Евролиги. Во время выступления в чемпионате Израиля он в среднем набирал 13,6 очков за игру и делал 4,8 подбора и 1,8 перехвата, а в Евролиге — 15,8 очка, 5,7 подбора и 1,6 перехвата. В 2008 году он был включён в список 50 игроков, внёсших наибольший вклад в развитие Евролиги, а в 2010 году в сборную десятилетия Евролиги.
Но, несмотря на его успехи в Европе, Паркер решил вернуться в НБА. Однако годы, проведённые в Израиле, оставили свой след и, впоследствии, он стал выступать под номером 18. Своё решение он объяснил так: «Я играл в Израиле до того как вернулся в НБА и это было хорошее время…родилось два моих сына пока я играл за рубежом, один из которых родился в Израиле. Цифра 18 в иудаизме обозначает „chai“… символ жизни и удачи в иудаизме. Я подумал, что надо что-то взять от Израиля, чтобы дать им понять, что я до сих пор представляю их».
В 2016 году Энтони Паркер был введен в Зал славы «Маккаби FOX Тель-Авив» за заслуги перед клубом.

### Возвращение в НБА

#### Торонто Рэпторс

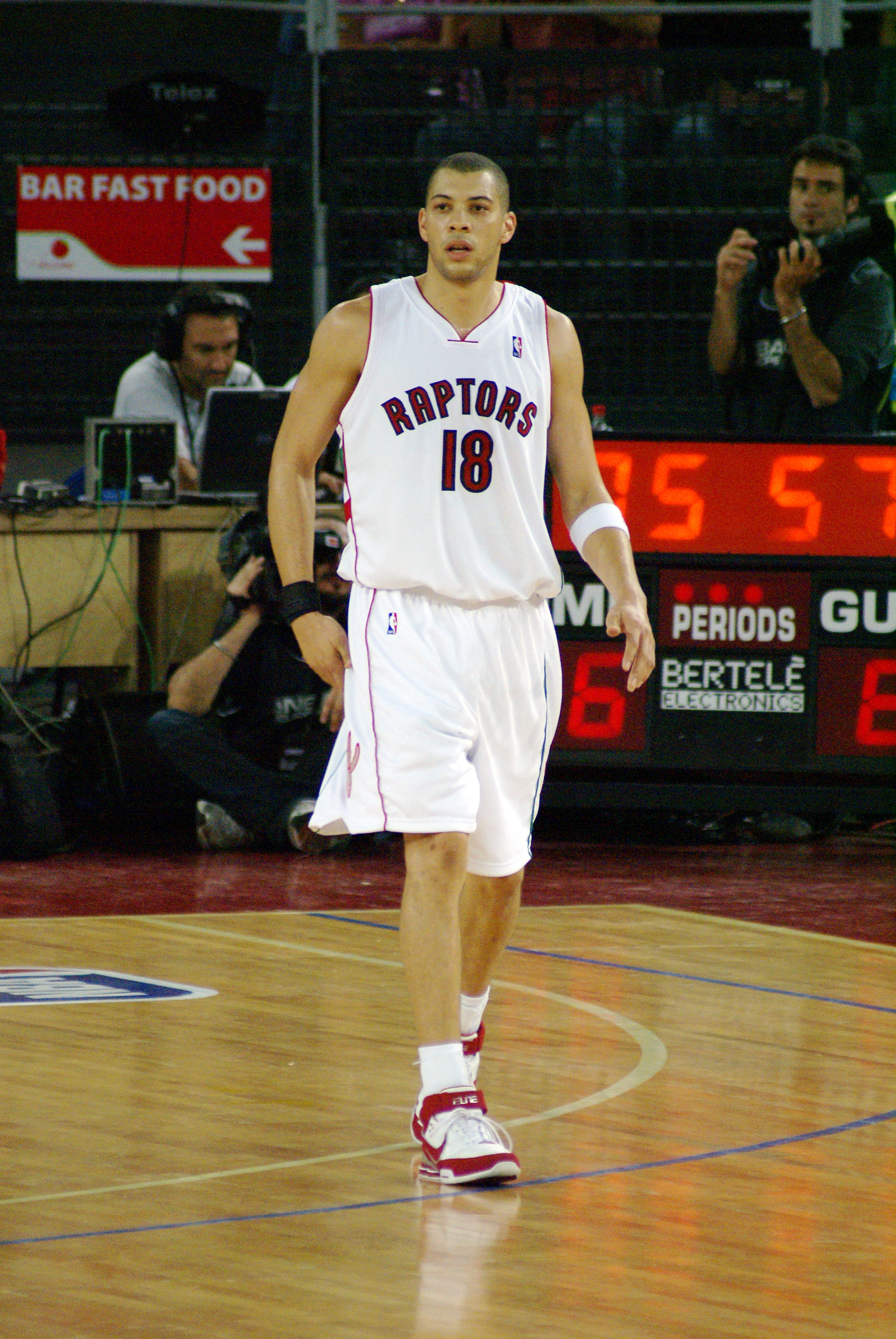
Паркер в форме «Торонто Рэпторс»

В октябре 2005 года, во время предсезонных товарищеских игр, он принял участие в матче между «Маккаби» и «Торонто Рэпторс». Во время игры в «Эйр Канада-центре» он забил решающий бросок на последней секунде и помог израильской команде одержать победу со счётом 105:103. Этот бросок произвёл большое впечатление на болельщиков и руководство «Рэпторс» и в июле 2006 года Паркер официально подписал контракт с канадцами как свободный агент. За три года в клубе он должен был получить около 12 млн долларов. Кроме него в команде было ещё два ветерана европейских чемпионатов — Хорхе Гарбахоса и Хосе Мануэль Кальдерон. В новом клубе он стал выступать под номером 18 и вскоре стал основным атакующим защитником Торонто, а также одним из лучших исполнителем трёхочковых бросков, став четвёртым в лиги по проценту реализации бросков из-за трёхочковой линии. В своём дебютном сезоне он в среднем за игру набирал 12,4 очка и делал 3,9 подбора и 2,1 передачи, став лидером команде по проценту реализации как трёхочковых, так и штрафных бросков. Он также помог команде впервые в истории завоевать титул чемпионов дивизиона, впервые за последние пять лет попасть в плей-офф и установить рекорд клуба по количеству побед в сезоне. В первом раунде плей-офф 2007 года Паркеру пришлось играть против защитника «Нью-Джерси Нетс» и бывшей звезды Торонто Винса Картера. Несмотря на удачную игру Энтони против своего визави (в первых двух играх Картер попал всего 13 раз из 43 попыток), «Рэпторс» проиграли серию в шести играх. 4 апреля 2007 года НБА объявило, что в ходе голосования среди игроков лиги, Паркер был выбран дивизионным победителем приза за спортивное поведение НБА. Эта награда вручается игроку НБА, демонстрирующему в течение регулярного сезона максимально корректное поведение на площадке, олицетворяя принцип «fair play» и за демонстрирование идеалов в спорте.
Перед сезоном 2007/08 «Рэпторс» подписали двух новых атакующих защитников: Джейсона Капоно из «Майами Хит» и новичка Джамарио Муна. Несмотря на возросшую конкуренцию на данной позиции, Паркер остался стартовым атакующим защитником. Во время сезона несколько ключевых игроков «Рэпторс», таких как Ти Джей Форд и Крис Бош, испытывали проблемы со здоровьем, Паркер же вышел на площадку во всех 82 играх регулярного чемпионата и во многом благодаря его усилиям команда сумела выйти в плей-офф с шестого места в конференции. Однако «Рэпторс» вылетели уже после первого раунда, проиграв «Орландо Мэджик» в пяти играх. Позже Паркер был назван каналом ESPN одним из лучших игроков Евролиги, перешедших в НБА.
В следующем сезоне Паркер на площадке занимал разные позиции. Вначале, после того как руководство клуба уволило главного тренера Сэма Митчела, Капоно занял место стартового атакующего защитника. Когда Кальдерон получил травму Паркер занял его позицию — разыгрывающего защитника. После не очень внятной игры в декабре, к январю он набрал хорошую форму и помог команде к середине сезона достичь показателя 16 побед и 28 поражений. Однако из-за постоянных перестановок в команде к звёздному уик-энду «Рэпторс» вышли с показателем 21-34. К концу сезона Торонто одержали всего 33 победы и не попали в плей-офф. Показатели Паркера, процент реализации бросков и количество набранных очков, очень сильно упали и его будущее в команде оказалось под вопросом. В конце сезона он оказался свободным агентом и высказывал желание остаться в клубе, однако «Рэпторс» на драфте 2009 года выбрали атакующего защитника Демара Дерозана, что ещё больше уменьшило шансы Паркера остаться в клубе.

#### Кливленд Кавальерс

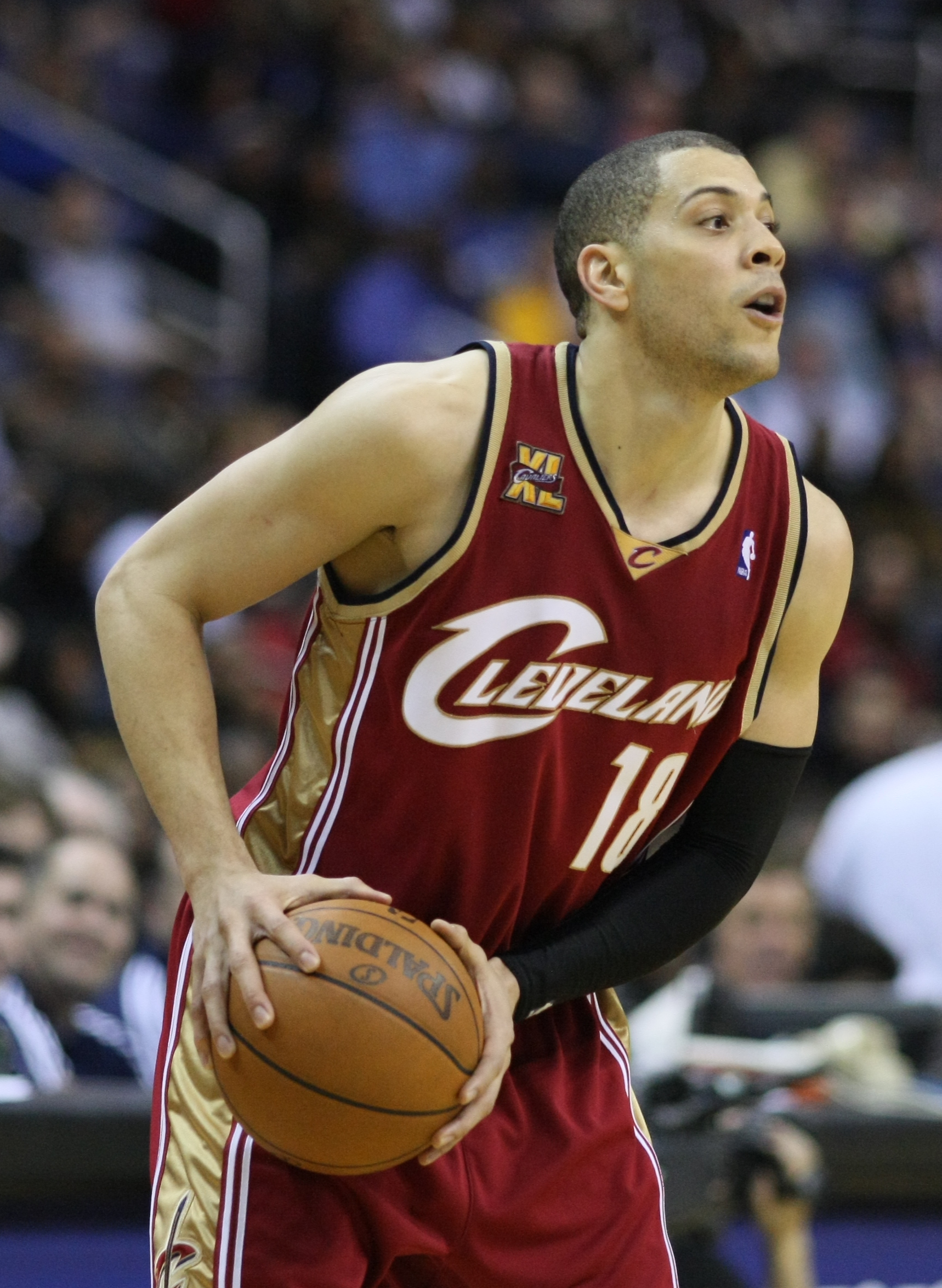
Паркер в игре против «Уизардс» 18 ноября 2009 года

13 июля 2009 года Паркер подписал двухлетний контракт стоимостью 6 млн долларов с командой «Кливленд Кавальерс», которая в 2007 году дошла до финала НБА, а в 2009 году до финала конференции. Генеральный менеджер «Кавальерс», Дэнни Ферри, отметил, что Паркер с его хорошим броском и умелой игрой в обороне является ценным приобретением для команды. Руководство клуба опасаясь, что их лидер Леброн Джеймс в следующем сезоне может покинуть команду, подписало ещё двух звёздных ветеранов — Шакила О’Нила и Антуана Джеймисона. Обновлённая команда одержала больше всех побед в чемпионате — 61, а Паркер вышел в стартовом составе во всех играх. В первом раунде «Кавальерс» победили «Чикаго Буллз» в пяти играх. В следующем раунде клуб встретился с чемпионом НБА 2008 года «Бостон Селтикс», которому уступил в шести играх. В серии плей-офф Паркер выходил на площадку во всех 11 матчах.
В межсезонье 2010 года Леброн Джеймс и Жидрунас Илгаускас перешли в «Майами Хит», что привело к уходу из команды ещё нескольких ветеранов. Таким образом Паркер, Джеймисон и Андерсон Варежао стали лидерами молодой команды. В сезоне 2010/11 результативность Паркера упала ниже 40 %, а «Кавальерс» заняли последнее место в конференции с результатом 19-63. В последнем для Паркера сезоне в НБА он вышел на площадку всего в 51 игре и в среднем за игру набирал всего 7,2 очка — худший показатель после возвращения из Европы.
27 июня 2012 года Паркер объявил завершении своей карьеры. В будущем он планирует найти работу в руководстве какого-нибудь клуба или в СМИ, освещающих НБА, чтобы быть поближе к баскетболу. В августе 2012 года был назначен на должность скаута «Орландо».

## Выступления за национальную сборную
Во время учёбы в колледже Паркер выступал за молодёжную сборную США по баскетболу. Он был членом сборной до 22 лет вместе с будущими звёздами НБА Тимом Данканом и Полом Пирсом. На чемпионате Америки до 22 лет 1996 года в Пуэрто-Рико он завоевал золотую медаль. В решающем матче против Канады Паркер стал самым результативным игроком, набрав 19 очков. Эта победа позволила его команде участвовать в чемпионате мира 1997 года среди молодёжных команд.

## Характеристика игрока
Энтони Паркер в основном играл на позиции атакующего защитника, но иногда отыгрывал роль разыгрывающего защитника. Уже со школы он отличался агрессивной игрой на площадке. Он никогда не отличался сверхвысокой результативностью, однако был хорошим разносторонним защитником. В университете он был одним из лучших игроков по проценту реализации трёхочковых бросков и ожидали, что он станет одним из лучших снайперов в НБА. Однако из-за постоянной травмы правой ноги он так и не смог полностью раскрыться и вынужден был уехать в Европу, где стал одним из лучших игроков, завоевав множество наград. За свои достижения он был включён в разнообразные символические сборные, несколько раз становился самым ценным игроком и включён в список 50 человек, внёсших наибольший вклад в развитие Евролиги.

Он не смог показать себя в НБА, поэтому должен был уехать в Европу, чтобы утвердиться в себе и вернуться в возрасте 31 лет. Вот парень, который был недостаточно хорош, чтобы быть в НБА и он вернулся из Евролиги в стартовый состав клуба НБА. Он воспользовался своей возможностью и он хорошо подходит этой команде— Брайан Коланжело, генеральный менеджер «Торонто Рэпторс»

## Личная жизнь
Его младший брат также играл в баскетбол, а сестра Кэндис Паркер играет в женской НБА, где она была выбрана на драфте под первым номером в 2008 году и в дебютном сезоне выиграла титулы лучшего новичка и самого ценного игрока женской НБА, а в составе сборной США она стала олимпийской чемпионкой в 2008 году. Ещё в начале своей профессиональной карьеры Паркер женился на Тэми и в 2002 году у пары родился первенец, а вскоре родился ещё один ребёнок.

## Статистика

### Статистика в НБА
| Сезон                                                                                    | Команда     | Регулярный сезон | Регулярный сезон | Регулярный сезон | Регулярный сезон | Регулярный сезон | Регулярный сезон | Регулярный сезон | Регулярный сезон | Регулярный сезон | Регулярный сезон | Регулярный сезон | Серия плей-офф | Серия плей-офф | Серия плей-офф | Серия плей-офф | Серия плей-офф | Серия плей-офф | Серия плей-офф | Серия плей-офф | Серия плей-офф | Серия плей-офф | Серия плей-офф |
| Сезон                                                                                    | Команда     | GP               | GS               | MPG              | FG%              | 3P%              | FT%              | RPG              | APG              | SPG              | BPG              | PPG              | GP             | GS             | MPG            | FG%            | 3P%            | FT%            | RPG            | APG            | SPG            | BPG            | PPG            |
| ---------------------------------------------------------------------------------------- | ----------- | ---------------- | ---------------- | ---------------- | ---------------- | ---------------- | ---------------- | ---------------- | ---------------- | ---------------- | ---------------- | ---------------- | -------------- | -------------- | -------------- | -------------- | -------------- | -------------- | -------------- | -------------- | -------------- | -------------- | -------------- |
| 1997/98                                                                                  | Филадельфия | 37               | 0                | 5,3              | 39,7             | 32,1             | 65,0             | 0,7              | 0,5              | 0,3              | 0,1              | 1,9              | Не участвовал  | Не участвовал  | Не участвовал  | Не участвовал  | Не участвовал  | Не участвовал  | Не участвовал  | Не участвовал  | Не участвовал  | Не участвовал  | Не участвовал  |
| 1998/99                                                                                  | Филадельфия | 2                | 0                | 1,5              | 100,0            | -                | -                | 0,0              | 0,0              | 0,0              | 0,0              | 1,0              | Не участвовал  | Не участвовал  | Не участвовал  | Не участвовал  | Не участвовал  | Не участвовал  | Не участвовал  | Не участвовал  | Не участвовал  | Не участвовал  | Не участвовал  |
| 1999/00                                                                                  | Орландо     | 16               | 0                | 11,6             | 42,1             | 7,1              | 72,7             | 1,7              | 0,6              | 0,5              | 0,3              | 3,6              | Не участвовал  | Не участвовал  | Не участвовал  | Не участвовал  | Не участвовал  | Не участвовал  | Не участвовал  | Не участвовал  | Не участвовал  | Не участвовал  | Не участвовал  |
| 2006/07                                                                                  | Торонто     | 73               | 73               | 33,4             | 47,7             | 44,1             | 83,5             | 3,9              | 2,1              | 1,0              | 0,2              | 12,4             | 6              | 6              | 40,0           | 41,9           | 40,0           | 79,5           | 5,3            | 1,0            | 1,5            | 0,3            | 15,2           |
| 2007/08                                                                                  | Торонто     | 82               | 82               | 32,1             | 47,6             | 43,8             | 81,6             | 4,1              | 2,2              | 1,0              | 0,2              | 12,5             | 5              | 5              | 39,2           | 40,8           | 29,4           | 85,7           | 6,0            | 2,0            | 0,8            | 0,4            | 11,4           |
| 2008/09                                                                                  | Торонто     | 80               | 71               | 33,0             | 42,6             | 39,0             | 83,4             | 4,0              | 3,4              | 1,3              | 0,2              | 10,7             | Не участвовал  | Не участвовал  | Не участвовал  | Не участвовал  | Не участвовал  | Не участвовал  | Не участвовал  | Не участвовал  | Не участвовал  | Не участвовал  | Не участвовал  |
| 2009/10                                                                                  | Кливленд    | 81               | 81               | 28,3             | 43,4             | 41,4             | 78,9             | 2,9              | 1,9              | 0,8              | 0,2              | 7,3              | 11             | 11             | 30,1           | 46,9           | 45,5           | 73,3           | 2,4            | 1,3            | 0,8            | 0,3            | 8,3            |
| 2010/11                                                                                  | Кливленд    | 72               | 65               | 29,0             | 39,9             | 37,9             | 77,9             | 3,0              | 3,0              | 0,9              | 0,1              | 8,3              | Не участвовал  | Не участвовал  | Не участвовал  | Не участвовал  | Не участвовал  | Не участвовал  | Не участвовал  | Не участвовал  | Не участвовал  | Не участвовал  | Не участвовал  |
| 2011/12                                                                                  | Кливленд    | 51               | 51               | 25,1             | 43,3             | 36,2             | 62,5             | 2,7              | 2,4              | 0,7              | 0,1              | 7,2              | Не участвовал  | Не участвовал  | Не участвовал  | Не участвовал  | Не участвовал  | Не участвовал  | Не участвовал  | Не участвовал  | Не участвовал  | Не участвовал  | Не участвовал  |
|                                                                                          | Всего       | 494              | 423              | 27,8             | 44,4             | 40,4             | 79,4             | 3,2              | 2,3              | 0,9              | 0,2              | 9,1              | 22             | 22             | 34,8           | 43,4           | 40,7           | 79,4           | 4,0            | 1,4            | 1,0            | 0,3            | 10,9           |
| Наведите курсор мыши на аббревиатуры в заголовке таблицы, чтобы прочесть их расшифровку. |             |                  |                  |                  |                  |                  |                  |                  |                  |                  |                  |                  |                |                |                |                |                |                |                |                |                |                |                |

### Статистика в колледже
по данным
| 1993/94                                                                                 | Брэдли Брэйвз | 31 | 29.2 | 11,1 | 0,459 | 0,412 | 0,700 | 4,4 | 2,5 | 1,9 | 0,5 | 1,2 | 2,4 |
| 1994/95                                                                                 | Брэдли Брэйвз | 30 | 34,0 | 14,2 | 0,425 | 0,359 | 0,761 | 6,6 | 3,3 | 2,1 | 0,6 | 1,3 | 2,3 |
| 1995/96                                                                                 | Брэдли Брэйвз | 30 | 32,1 | 18,9 | 0,472 | 0,422 | 0,797 | 6,5 | 3,5 | 2,0 | 1,1 | 1,5 | 2,6 |
| 1996/97                                                                                 | Брэдли Брэйвз | 21 | 34,0 | 16,6 | 0,424 | 0,290 | 0,721 | 5,3 | 3,4 | 1,7 | 0,5 | 1,8 | 1,7 |
| Наведите курсор мыши на аббревиатуры в заголовке таблицы, чтобы прочесть их расшифровку |               |    |      |      |       |       |       |     |     |     |     |     |     |

### Статистика в других лигах
| Сезон | Команда             | Лига     | GP | GS | MPG  | FG%  | 3P%  | FT%  | RPG | APG | SPG | BPG | PFL | TOV | PPG  |
| --- | ------------------- | -------- | -- | -- | ---- | ---- | ---- | ---- | --- | --- | --- | --- | --- | --- | ---- |
| 2001/02 | Маккаби (Тель-Авив) | Евролига | 12 | 12 | 35,0 | 46,8 | 30,6 | 66,7 | 4,6 | 1,8 | 1,5 | 0,3 | 2,8 | 1,9 | 14,9 |
| 2003/04 | Маккаби (Тель-Авив) | Евролига | 21 | 21 | 35,1 | 54,2 | 49,0 | 87,0 | 5,8 | 3,5 | 1,2 | 0,4 | 2,4 | 1,6 | 16,0 |
| 2004/05 | Маккаби (Тель-Авив) | Евролига | 24 | 24 | 34,7 | 54,5 | 47,6 | 85,6 | 5,3 | 3,6 | 2,0 | 0,6 | 2,3 | 1,8 | 18,0 |
| 2005/06 | Маккаби (Тель-Авив) | Евролига | 25 | 25 | 35,5 | 52,2 | 36,5 | 78,7 | 6,9 | 3,8 | 1,7 | 0,2 | 2,6 | 2,4 | 14,8 |
| Всего | Всего               | Всего    | 82 | 82 | 35,1 | 52,5 | 41,3 | 81,8 | 5,8 | 3,4 | 1,6 | 0,4 | 2,5 | 2,0 | 16,1 |
| Наведите курсор мыши на аббревиатуры в заголовке таблицы, чтобы прочесть их расшифровку Статистика приведена с сайта basketball.realgm.com |                     |          |    |    |      |      |      |      |     |     |     |     |     |     |      |

## Награды и достижения

### Командные
- Чемпион Супролиги ФИБА (2001)[17]
- Двукратный чемпион Евролиги УЛЕБ (2004, 2005)[17]
- Пятикратный победитель чемпионата Израиля (2001, 2002, 2004, 2005, 2006)[17]
- Пятикратный обладатель Кубка Израиля (2001, 2002, 2004, 2005, 2006)[17]

### Личные
- Участник матча всех звёзд израильской Премьер-лиги (2001)[50]
- Включён в третью сборную всех звёзд израильской Премьер-лиги (2001)[50]
- Включён в список восьми лучших американских баскетболистов в Европе изданием Basket News (2001)[50]
- 3 раза включался в первую сборную всех звёзд израильской Премьер-лиги (2002, 2004, 2005)[50]
- 3 раза включался в сборную всех звёзд легионеров израильской Премьер-лиги (2002, 2004, 2005)[50]
- Включён в сборную всех звёзд итальянской Серии А (2003)[50]
- Включён во вторую сборную всех звёзд Европы (2003)[50]
- Лучший американский игрок Европы по версии Basket News (2004)[50]
- 2 раза становился игроком года израильской Премьер-лиги (2004, 2005)[50]
- 2 раза становился легионером года израильской Премьер-лиги (2004, 2005)[50]
- 2 раза MVP Евролиги (2005, 2006)[50]
- 2 раза включался в сборную всех звёзд Евролиги (2005, 2006)[50]
- MVP финала четырёх Евролиги (2004)[50]
- Сборная десятилетия Евролиги 2001—2010[23]
- 50 человек, внёсших наибольший вклад в развитие Евролиги[22]